# Championnat du Mexique de football américain 2019
Navigation
Édition précédente Édition suivante
Le championnat du Mexique de football américain 2019 est la 4e édition du championnat professionnel organisé par la Liga de Fútbol Americano.
Cette saison, huit équipes participent à la compétition, deux nouvelles franchises l'ayant rejointe :
- les Artilleros de Puebla[2] ;
- les Osos de Toluca[3].

En juillet 2018, le LFA modifie sa structure organisationnelle et reprend le rôle de commissaire en tant qu'autorité exécutive suprême, poste qui avait disparu avec la démission de Guillermo Ruiz Burguete l'année dernière, sous la responsabilité d'Alejandro Jaimes à compter de ce moment.
En novembre 2018, la LFA et la Ligue Canadienne de Football (LCF) signent un accord visant à organiser un événement de recrutement de la LCF à Mexico les 12, 13 et 14 janvier 2019. Les joueurs doivent être mexicains et peuvent provenir de du LFA, du ONEFA ou du CONADEIP.

## Les équipes participantes
| Équipe                  | Entraîneur          | Ville                 | Stade                               | Capacité |
| ----------------------- | ------------------- | --------------------- | ----------------------------------- | -------- |
| Division Centre         |                     |                       |                                     |          |
| Condors de Mexico       | Felix Buendía       | Mexico                | Jesús Martínez "Palillo"            | 6 000    |
| Mexicas de Mexico       | Enrique Zárate      | Mexico                | Casco de Santo Tomás                | 2 000    |
| Mayas de Mexico         | Francisco Chaparro  | Mexico                | Wilfrido Massieu                    | 15 000   |
| Artilleros de Puebla    | à définir           | Puebla, Puebla        | Unidad Deportiva Mario Vázquez Raña | 500      |
| Division Nord           |                     |                       |                                     |          |
| Dinos de Saltillo       | Javier Adame        | Saltillo, Coahuila    | Olympique de Saltillo               | 5 900    |
| Fundidores de Monterrey | Israël González     | Monterrey, Nuevo León | Tecnológico                         | 1 500    |
| Raptors de Naucalpan    | Guillermo Guttiérez | Naucalpan, Mexico     | FES Acatlán                         | 3 000    |
| Osos de Toluca          | Horacio García      | Toluca, Mexico        | Universidad Siglo XXI               | 4 000    |

## Système de championnat
En saison régulière, chaque équipe affronte :
- deux fois chaque équipe de sa division, une en déplacement et l'une autre à domicile (6 matchs de division);
- deux des quatre équipes de l’autre division (2 matchs inter-divisions), une en déplacement et une à domicile.

À la fin de la saison régulière, un tournoi à éliminations directes (aussi appelé séries éliminatoires ou playoffs) commence :
- les deux meilleures équipes de chaque division se rencontrent lors du match de division dans le stade de l'équipe la mieux classée ;
- les gagnants des deux matchs se rencontrent lors du Tazón México IV.

## La draft
La draft 2019 qui comptait neuf tours a eu lieu le 12 janvier dans les locaux de la FES Acatlán.
Les sélections des 1er et 2e tours sont les suivantes :
| Tour | Sél | Équipe LFA | Joueur                   | Pos | Université             | Conférence            |
| ---- | --- | ---------- | ------------------------ | --- | ---------------------- | --------------------- |
| 1    | 1   | Fundidores | Maximiliano Soto         | DL  | Borregos ITESM México  | Liga Premier CONADEIP |
| 1    | 2   | Condors    | Aldo Alejandro Narváez   | WR  | Águilas Blancas IPN    | Liga Mayor ONEFA      |
| 1    | 3   | Dinos      | Victor Alejandro Sanchez | LB  | Auténticos Tigres UANL | Liga Mayor ONEFA      |
| 1    | 4   | Mayas      | Jesus Augusto Sosa       | RB  | Burros Blancos IPN     | Liga Mayor ONEFA      |
| 1    | 5   | Raptors    | Jose David Casarrubias   | DL  | Leones UA Norte        | Liga Mayor ONEFA      |
| 1    | 6   | Mexicas    | Jose Ulises Espinosa     | DL  | Águilas Blancas IPN    | Liga Mayor ONEFA      |
| 1    | 7   | Artilleros | Carlos Sebastián Olvera  | WR  | Aztecas UDLA           | Liga Premier CONADEIP |
| 1    | 8   | Osos       | Enrique Gerardo Yenny    | K   | Borregos ITESM Toluca  | Liga Premier CONADEIP |
| 2    | 9   | Fundidores | Uriel Martínez           | DL  | Auténticos Tigres UANL | Liga Mayor ONEFA      |
| 2    | 10  | Condors    | Cesar Torres             | DB  | Leones UA Norte        | Liga Mayor ONEFA      |
| 2    | 11  | Dinos      | Jesus Gerardo Rendón     | WR  | Lobos UAdeC            | Liga Mayor ONEFA      |
| 2    | 12  | Mayas      | Luis Fernando Zárate     | LB  | Burros Blancos IPN     | Liga Mayor ONEFA      |
| 2    | 13  | Raptors    | Topilitzin Silva         | LB  | Leones UA Norte        | Liga Mayor ONEFA      |
| 2    | 14  | Mexicas    | Emmanuel Carpio          | DL  | Toros Salvajes UACH    | Liga Mayor ONEFA      |
| 2    | 15  | Artilleros | Juan Manuel Márquez      | DB  | Aztecas UDLA           | Liga Premier CONADEIP |
| 2    | 16  | Osos       | Ulises Alberto Garduño   | LB  | Potros Salvajes UAEM   | Liga Mayor ONEFA      |

## La saison régulière
| Date       | Heure | Visiteur   | Résultat | Local      |
| ---------- | ----- | ---------- | -------- | ---------- |
| 22 février | 21 h  | Dinos      | 13-26    | Fundidores |
| 23 février | 16 h  | Osos       | 12-48    | Raptors    |
| 24 février | 12 h  | Condors    | 21-13    | Mayas      |
| 24 février | 16 h  | Artilleros | 29-12    | Mexicas    |

| Date   | Heure | Visiteur   | Résultat | Local      |
| ------ | ----- | ---------- | -------- | ---------- |
| 2 mars | 13 h  | Fundidores | 29-30    | Osos       |
| 2 mars | 18 h  | Raptors    | 21-7     | Dinos      |
| 3 mars | 12 h  | Mexicas    | 3-13     | Mayas      |
| 3 mars | 15 h  | Condors    | 22-15    | Artilleros |

| Date    | Heure | Visiteur   | Résultat | Local      |
| ------- | ----- | ---------- | -------- | ---------- |
| 8 mars  | 21 h  | Raptors    | 21-31    | Fundidores |
| 10 mars | 12 h  | Dinos      | 22-10    | Osos       |
| 10 mars | 15 h  | Mexicas    | 22-18    | Condors    |
| 10 mars | 15 h  | Artilleros | 7-14     | Mayas      |

| Date    | Heure | Visiteur   | Résultat | Local      |
| ------- | ----- | ---------- | -------- | ---------- |
| 16 mars | 15 h  | Osos       | 6-17     | Artilleros |
| 17 mars | 12 h  | Dinos      | 13-16    | Mayas      |
| 17 mars | 12 h  | Fundidores | 13-15    | Condors    |
| 17 mars | 15 h  | Raptors    | 23-29    | Mexicas    |

| Date    | Heure | Visiteur   | Résultat | Local      |
| ------- | ----- | ---------- | -------- | ---------- |
| 23 mars | 18 h  | Fundidores | 0-8      | Dinos      |
| 24 mars | 12 h  | Mexicas    | 20-21    | Artilleros |
| 24 mars | 12 h  | Mayas      | 13-20    | Raptors    |
| 24 mars | 15 h  | Condors    | 54-30    | Osos       |

| Date    | Heure | Visiteur   | Résultat | Loal       |
| ------- | ----- | ---------- | -------- | ---------- |
| 29 mars | 21 h  | Fundidores | 6-7      | Artilleros |
| 30 mars | 13 h  | Raptors    | 28-6     | Osos       |
| 31 mars | 12 h  | Mayas      | 14-33    | Condors    |
| 31 mars | 15 h  | Dinos      | 28-20    | Mexicas    |

| Date    | Heure | Visiteur   | Résultat | Local   |
| ------- | ----- | ---------- | -------- | ------- |
| 6 avril | 18 h  | Osos       | 13-12    | Dinos   |
| 7 avril | 12 h  | Mayas      | 22-12    | Mexicas |
| 7 avril | 12 h  | Fundidores | 13-30    | Raptors |
| 7 avril | 15 h  | Artilleros | 29-26    | Condors |

| Date     | Heure | Visiteur | Résultat | Local      |
| -------- | ----- | -------- | -------- | ---------- |
| 12 avril | 21 h  | Osos     | 9-16     | Fundidores |
| 13 avril | 16 h  | Dinos    | 7-19     | Raptors    |
| 14 avril | 12 h  | Condors  | 16-14    | Mexicas    |
| 14 avril | 15 h  | Mayas    | 25-20    | Artilleros |

### Le classement
| Pos | Équipe     | Bilan | Pct  | Division |
| --- | ---------- | ----- | ---- | -------- |
| 2   | Mayas      | 5-3   | .625 | 4-2      |
| 4   | Mexicas    | 2-6   | .250 | 1-5      |
| 1   | Condors    | 6-2   | .750 | 4-2      |
| 3   | Artilleros | 5-3   | .625 | 4-2      |

| Pos | Équipe     | Bilan | Pct  | Division |
| --- | ---------- | ----- | ---- | -------- |
| 3   | Dinos      | 3-5   | .375 | 2-4      |
| 1   | Raptors    | 6-2   | .750 | 5-1      |
| 2   | Fundidores | 3-5   | .375 | 3-3      |
| 4   | Osos       | 2-6   | .250 | 2-4      |

## Les playoffs
| Date     | Heure | Visiteur | Résultat | Local   |
| -------- | ----- | -------- | -------- | ------- |
| 28 avril | 12 h  | Mayas    | 13-18    | Condors |

| Date     | Heure | Visiteur   | Résultat   | Local   |
| -------- | ----- | ---------- | ---------- | ------- |
| 28 avril | 15 h  | Fundidores | 47-53 (OT) | Raptors |

### Tazón México IV
Le Tazón México IV a de nouveau lieu dans l'Estadio Azul de Mexico. Plus de 18 000 personnes assistent au couronnement des Condors, qui battent les Raptors sur le score de 20 à 16. C'est le premier titre de l'équipe de Santa Fé, qui a terminé les saisons 2016 et 2017 comme pire équipe de la ligue (des bilans de 1-5 puis 2-5). La Furia Verde, quant à elle, en est à sa troisième défaite en finale.
Alex Lora, chanteur du groupe El Tri, chante l'hymne national et anime le spectacle de la mi-temps.

| Date   | Heure | Local   | Résultat | Visiteur |
| ------ | ----- | ------- | -------- | -------- |
| 12 mai | 15 h  | Condors | 20-16    | Raptors  |

#### Évolution du score
| Temps           | Description des actions | Score E1-E2 | Score E1-E2 |
| --------------- | --- | ----------- | ----------- |
| 1er Quart-temps | |             |             |
| 9:37            | Touchdown à la suite d'une course de 60 yards de Luis H. Lopez Tinoco (RB - no 4). PAT manqué par Alan Paoli (K - no 48).                              |             | 0-6         |
| 2e Quart-temps  | |             |             |
| 7:40            | Touchdown à la suite d'une passe de Bruno Márquez (QB - no 13) pour Antonio Tenoro (WR - no 14). PAT raté par Diego Carsolio (K - no 9).               | Égalité     | 6-6         |
| 5:08            | Field goal de 19 yards de Diego Carsolio (K - no 9).                                                                                                   |             | 9-6         |
| 3e Quart-temps  | |             |             |
| 3:20            | Touchdown à la suite d'une course de 5 yards de Diego Perez Arvizu (QB- no 1). PAT réussi par Alan Paoli (K - no 48).                                  |             | 9-13        |
| 4e Quart-temps  | |             |             |
| 7:55            | Touchdown à la suite d'une passe de 43 yards de Bruno Márquez (QB - no 13) pour Diego Yañes (WR - no 80). PAT réussi par Diego Carsolio (K - no 9).    |             | 16-13       |
| 4:25            | Touchdown à la suite d'une passe de 55 yards de Diego Perez Arvizu (QB- no 1) pour Andres Salgado (WR - no 81). PAT réussi par Alan Paoli (K - no 48). |             | 16-20       |